# Histoires naturelles (Renard)
Pour les articles homonymes, voir Histoires naturelles.
Histoires naturelles est un recueil de textes courts de l'écrivain français Jules Renard, paru en 1894.

## Présentation
Le recueil regroupe une série de courts textes dépeignant des portraits de la faune et de la flore,. Ces textes, entre description minutieuse et poésie, mêlent réalisme et imagination.
Renard y décrit avec humour et finesse les comportements des animaux familiers (lapin, baleine, poule, etc.) ou encore les caractéristiques de la végétation environnante. Ces portraits peuvent être lus comme des poèmes en prose ou de brefs aphorismes.

## Contexte de création
Jules Renard s'inspire de ses souvenirs d'enfance dans la campagne nivernaise, où il observait la nature avec un regard à la fois curieux et affectueux. Ce cadre rural nourrit l'écriture de ses Histoires naturelles et contribue à leur richesse descriptive. L'ouvrage reflète également une sensibilité esthétique propre à la fin du XIXe siècle, influencée par le symbolisme et par la quête de nouvelles formes littéraires.

## Style et réception
Le style de Renard est souvent rapproché de celui des moralistes comme Jean de La Fontaine, en raison de son humour subtil et de sa capacité à capturer l'essence des animaux et des plantes dans des textes concis et évocateurs. Il mêle des descriptions précises à une touche d'ironie et de poésie, donnant vie à un univers où chaque élément de la nature devient sujet de contemplation.
Lors de sa publication, Histoires naturelles a reçu un accueil favorable, notamment de la part d'écrivains contemporains comme Edmond Rostand et Alphonse Daudet.

## Héritage
L'œuvre a influencé divers artistes, dont le compositeur Maurice Ravel, qui s’en est inspiré pour son cycle musical Histoires naturelles Ravel (1906).

## Exemples de textes
- Le papillon : « Ce billet doux plié en deux cherche une adresse de fleur. »

- L'araignée : « Toute la nuit, au nom de la lune, elle appose ses scellés. »